# Kristin Lauter
Kristin Estella Lauter (nascida em 1969)  é uma matemática e criptógrafa americana cujo interesse de pesquisa é amplamente na aplicação da teoria dos números e da geometria algébrica na criptografia. Ela é particularmente conhecida por seu trabalho na área de criptografia de curva elíptica.